# Arizona (Atlántida)
Arizona es un municipio del departamento de Atlántida en la República de Honduras. Recibe su nombre debido a las Compañías Bananeras estadounidenses que comenzaron operaciones en la década de los años veinte del siglo XX y que bautizaron los campos bananeros como algunos estados de su país.

## Límites
| Orientación | Límite                          |
| ----------- | ------------------------------- |
| Norte       | Mar Caribe                      |
| Sur         | Municipio de Yoro, Yoro         |
| Este        | Municipio de Esparta, Atlántida |
| Oeste       | Municipio de Tela, Atlántida    |

Arizona tiene una extensión territorial de 530.8 km².

## Historia
Según algunos datos de historiadores, la zona de Arizona fue poblada en tiempos precolombinos por grupos indígenas Tolupanes o Xicaques.
Arizona, en un inicio era una aldea del municipio de Esparta, pero debido a gestiones de los líderes comunitarios le fue otorgada su categoría como Municipio el 14 de febrero de 1990.

## Política
| Puesto        | Funcionario                       | Partido político       |
| ------------- | --------------------------------- | ---------------------- |
| Alcalde       | Carlos Arnaldo Chacón Mencía      | Partido Liberal        |
| Vicealcaldesa | Wendy Xiomara Donaire Maldonado   | Partido Liberal        |
| Regidor 1     | Wilfredo Elías Castellanos Madrid | Partido Nacional       |
| Regidora 2    | Carmen Yasmín Mejía Amaya         | Partido Liberal        |
| Regidor 3     | Erdulfo Javier Alemán Alvarado    | Partido Nacional       |
| Regidor 4     | Carlos Faustino Maldonado Escobar | Partido Liberal        |
| Regidor 5     | Luis Ayala Hernández              | Partido Nacional       |
| Regidor 6     | Faustino Morán Padilla            | Partido Liberal        |
| Regidor 7     | Walter Miguel Castillo Osorio     | Libertad y Refundación |
| Regidora 8    | Elsy Abigail Guerra Sánchez       | Partido Nacional       |

## División
- Aldeas: 26 (2013)
- Caseríos: 71 (2013)

| Código administrativo | Aldea                                  |
| --------------------- | -------------------------------------- |
| 010801                | Arizona                                |
| 010802                | Agua Caliente                          |
| 010803                | Atenas de San Cristóbal o Kilómetro 17 |
| 010804                | Barranquilla Sur                       |
| 010805                | Colonia Río Plátano                    |
| 010806                | Coloradito                             |
| 010807                | El Coco                                |
| 010808                | El Empalme                             |
| 010809                | El Retiro                              |
| 010810                | Hicaque                                |
| 010811                | Hisopo                                 |
| 010812                | Jilamito Nuevo                         |
| 010813                | Jilamito Viejo                         |
| 010814                | Jilamo Nuevo                           |
| 010815                | Jilamo Viejo                           |
| 010816                | La Leona o km Doce                     |
| 010817                | Las Lomas                              |
| 010818                | Mezapa                                 |
| 010819                | Mezapita                               |
| 010820                | Planes de Hicaque                      |
| 010821                | Río Chiquito Sur                       |
| 010822                | San Francisco de Saco                  |
| 010823                | San José de Tiburón                    |
| 010824                | Santa María                            |
| 010825                | Sisama                                 |
| 010826                | Suyapa de Lean o Mataras               |
|                       | San José de Texiguat                   |

Los pueblos de Cangelica, Chiquito, El Cedro, El Coco, El Retiro, Hicaque, Jilamo, Las Palmas, Los Bolos, Matarras, Mezapa, Mojiman, Oropendolas, Planes de Hicaque, Quebradas de Arena, Santa María, Uluasito y Zapote están localizados en Arizona.